# Церква Святих Бориса і Гліба (Нова Ушиця)
Церква Святих Бориса і Гліба в Новій Ушиці — парафія і храм греко-католицької громади Кам'янець-Подільського деканату Кам'янець-Подільської єпархії Української греко-католицької церкви в смт Нова Ушиця Хмельницької области.

## Історія церкви
Офіційна реєстрація греко-католицької громади в смт Нова Ушиця відбулася 19 березня 2007 року.
Будівництво церкви тривало з 8 квітня по 4 жовтня 2009 року. Архітектором храму був Михайло Нетриб'як. 4 жовтня 2009 року владика Василій Семенюк освятив нову церкву.
Парафія належить до УГКЦ з 19 березня 2007 року, а храм — з 4 жовтня 2009 року.
Наразі при парафії діють дві спільноти: Вівтарна дружина та «Матері в молитві».

## Парохи
- о. Ігор Лапчак (з 28 жовтня 2008).